# Balanço de massa
Um balanço de massa (também chamado um balanço material) é uma aplicação do princípio da conservação da massa para a análise de sistemas físicos. Pela contabilidade (medição) de material entrando e deixando um sistema, fluxos de massa podem ser identificados, os quais podem ser desconhecidos ou difíceis de serem conhecidos sem esta técnica. A exata lei de conservação usada na análise do sistema depende do contexto do problema, mas tudo é resolvido pela conservação da massa, isto é, que matéria não pode desaparecer ou ser criada espontaneamente.
Balanços de massa são amplamente utilizados em engenharia e análises ambientais. A teoria do balanço de massas é usada para o projeto de reatores químicos, na análise de processos alternativos para produzir produtos químicos, bem como em modelos de dispersão de poluição e outros modelos de sistemas físicos. Técnicas de análise intimamente relacionadas e complementares incluem o balanço de população, balanço de energia e balanço de entropia. Estas técnicas são necessárias para o completo projeto e análise de sistemas, como o ciclo de refrigeração.
Em monitoramento ambiental, o termo cálculos de budget (aproximadamente levantamento) é usado para descrever as equações de balanço de massa, sendo utilizadas para avaliar os dados de monitorização (comparando as entradas e saídas, etc). Em biologia, a teoria budget de energia dinâmica para a organização metabólica faz uso explícito dos balanços de tempo, massa e energia.